# Mesoplophora longisetosa
Mesoplophora longisetosa är en kvalsterart som beskrevs av Calugar och Vasiliu 1977. Mesoplophora longisetosa ingår i släktet Mesoplophora och familjen Mesoplophoridae. Inga underarter finns listade i Catalogue of Life.